# Securitas AB
Securitas AB, conocida como Securitas, es la mayor e importante empresa multinacional de soluciones globales de seguridad privada, sistemas de alarma, circuito cerrado de televisión, protección contra incendios,  con sede en Estocolmo, Suecia, activa en 58 países de Europa, América, Asia y Australia. Está incluida en la Bolsa de Estocolmo desde 1991.
Securitas es hoy el segundo mayor proveedor mundial de soluciones de seguridad en la industria de la seguridad privada con 107.700 millones SEK, 345.000 empleados.

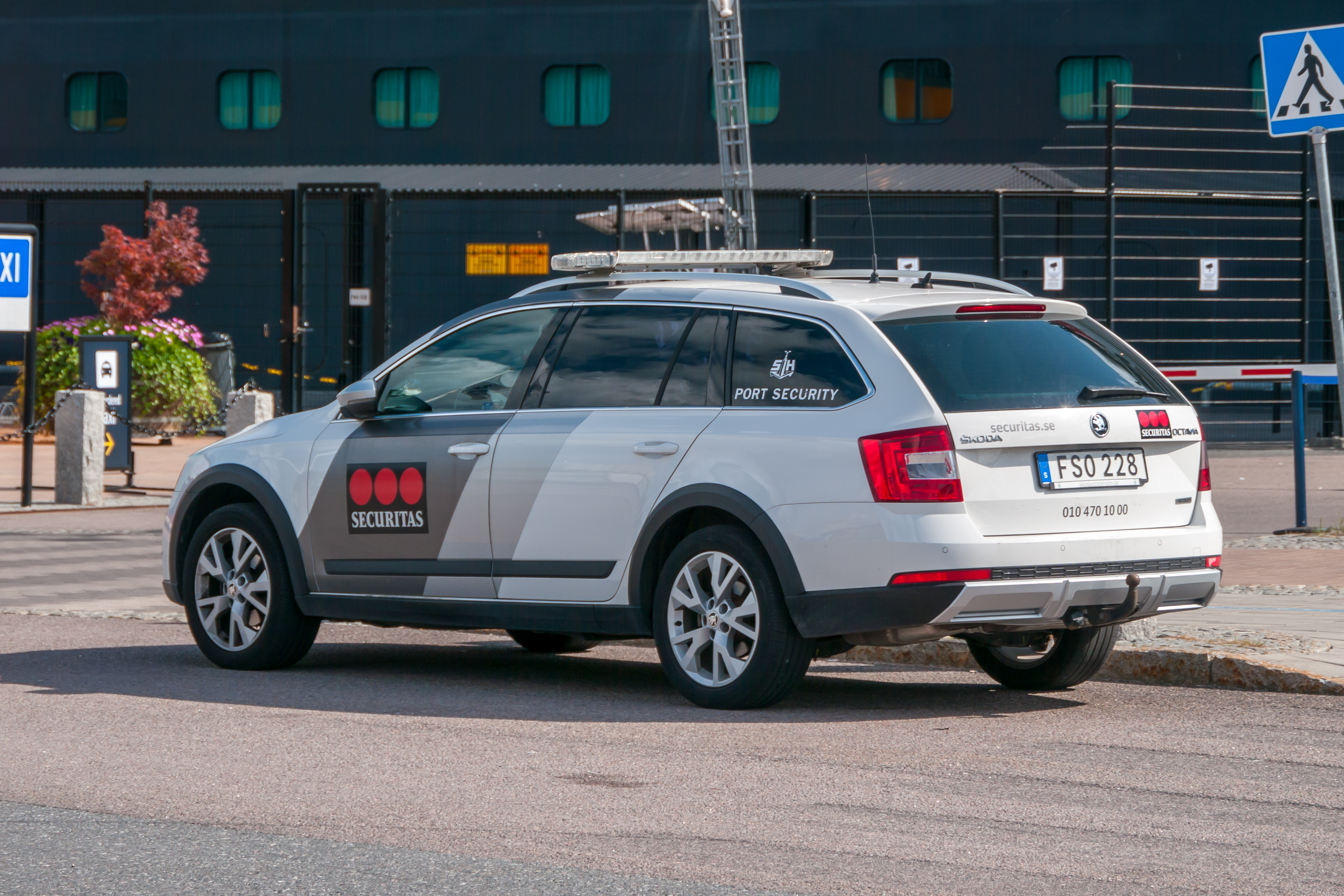
Vehículo para la Seguridad Portuaria de la Zona Franca, Estocolmo

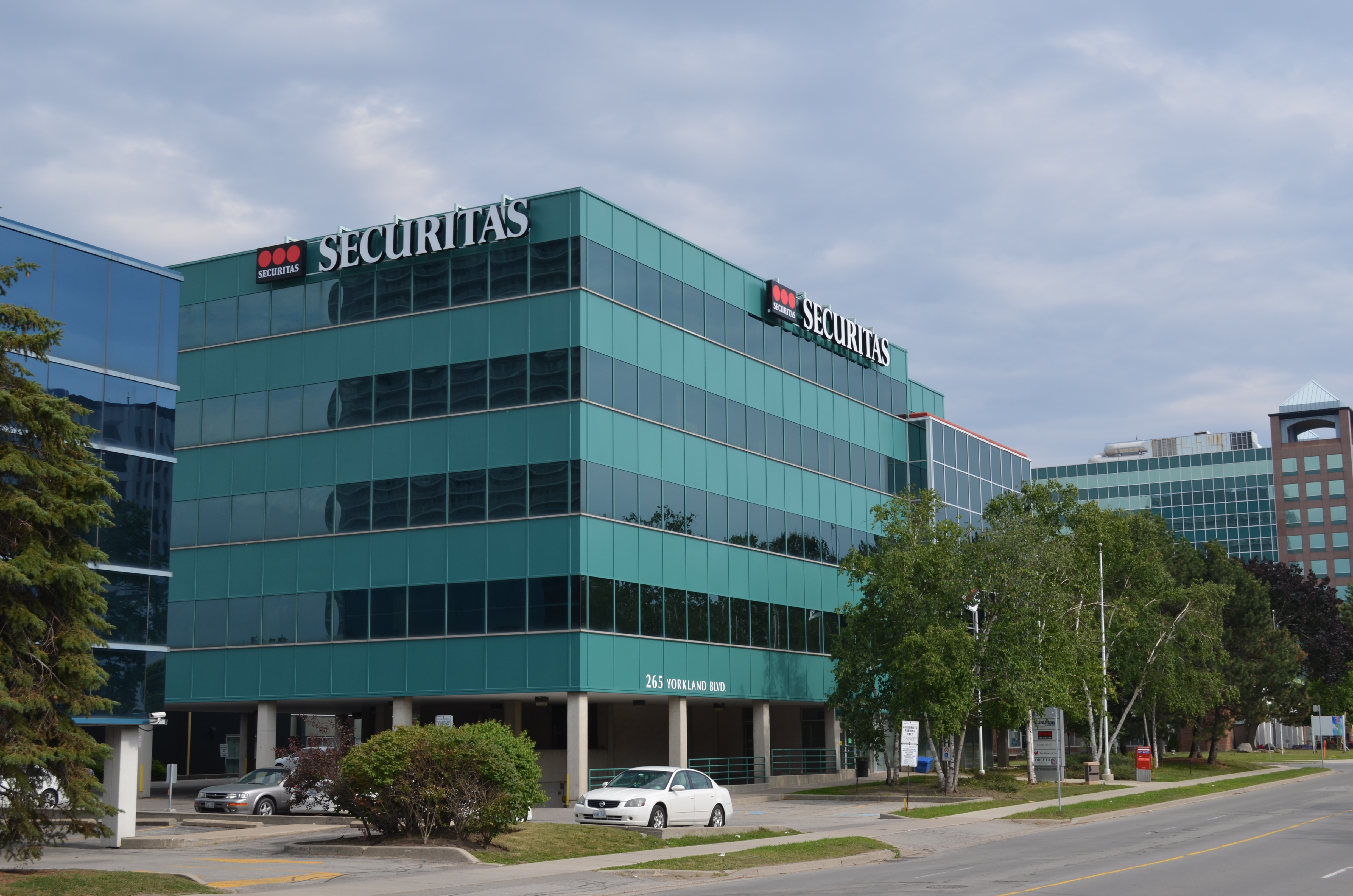
Oficinas de Securitas en Canadá.

## Origen e historia
Fundada en 1934 en Helsingborg, Suecia, como AB Hälsingborgs Nattvakt, cuando Erik Philip-Sörensen compró una pequeña empresa de seguridad. Ya en 1935, cambia la razón social a Förenade Svenska Vakt AB. Finalmente en 1972 después de nuevas adquisiciones, todas las sociedades se fusionan en Securitas, en clara alusión a la diosa romana de la seguridad y la estabilidad.
En 1998 y tras la adquisición de TeleAlarm (adquirida en 1997), conforman Securitas Alrm AB junto a Securitas Teknik que posteriormente renombran Securitas Systems. En 2008 muda el nombre nuevamente a Niscayah.
En 1999 adquiere la agencia de detectives más antigua de Estados Unidos, Pinkerton.
En 2006 Securitas Direct, Securitas Systems comienzan a cotizar en bolsa. En 2008 Loomis hace lo mismo.

## Securitas en España
En 1989 se constituye Securitas Seguridad España, S.A. y en 1993 comienza la operativa de Securitas en España con la compra de Esabe Seguridad.
Securitas es un holding en el que se encuentran las siguientes empresas:
- Securitas Seguridad España, S.A.
- Servicios Securitas, S.A.
- Securitas Transport Aviation Security, S.L.
- Securitas Airport Services, S.L.
- Star Servicios Auxiliares S.L.
- Securitas Seguridad Holding, S.L.U.
- Conservación y Custodia, S.L.
- C. C. Interlabora Astur, S.L.
- C. C. Interlabora Canarias, S.L.
- C. C. Interlabora Levante, S.L.
- C. C. Interlabora Social, S.L.
- C. C. Interlabora Andalucía, S.L.
- C. C. Interlabora Cataluña, S.L.
- C. C. Interlabora Cantabria, S.L.
- C. C. Interlabora Galicia, S.L.

Para el año 2000, Securitas en España compra la compañía de seguridad Ausysegur cuyos accionistas eran el grupo Lico y un grupo de cajas de ahorros.
En 2007 adquiere la sociedad Paneuropea Seguridad Integral por aproximadamente 27 millones de euros. Constituida en julio de 1999 fue extinguida en noviembre de 2011. En 2006 Panaeuropea Seguridad Integral (momento de la compra por parte de Securitas) contaba con más de 1600 empleados y una facturación de 2 millones de euros.
CC Interlabora Social, S.L. es una empresa de servicios de seguridad enfocada en la integración sociolaboral de personas con discapacidad. Se fundó en 2004 con Pedro María Chacón Alonso como administrador único. En 2009 se vende por 14 millones a Securitas cuando Pedro María Chacón Alonso era apoderado. Pedro María Chacón Alonso dejó de ser apoderado de Securitas Seguridad España, S.L. en junio de 2011.
Tras lanzar una OPA de 643 millones de euros sobre Niscayah infructuosamente en 2011, finalmente la adquiere Stanley Black & Decker. En 2012 adquiere Chillida Sistemas de Seguridad, S.L.
En 2014 se nombra a Zacarías Erimias como CEO que continúa en la actualidad. Se incorporó en 2001 como director de la Zona Norte y a los 5 años lo nombraron director general. A partir de 2011 fue consejero delegado adjunto.
Zacarías fue apoderado de Ilunion Outsourcing, S.A. hasta agosto de 2017. Empresa que compite directamente con Securitas en el ámbito de la vigilancia.
En 2019, la Audiencia Nacional condena a Securitas Seguridad España por anular la subida salarial contemplada en el Real Decreto 1462/2018, de 21 de diciembre, por el que se fija el salario mínimo interprofesional para 2019.

### 2000-presente: Adquisiciones y expansión tecnológica
En enero de 2020 compra Techco Seguridad por 22 millones de euros. Techco, fundada en 1996 es la tercera empresa en España por detrás de Telefónica Sistemas y Prosegur en seguridad electrónica. En 2018, Techco facturo 48 millones de euros y está especializada en sistemas tecnológicos como los de control de accesos, cámaras de vigilancia o protección contra incendios. También destaca por sus servicios a clientes como la banca.
En febrero de 2020 adquiere SCI Protección Incendios, una empresa con sede en Badalona y con 20 años en el sector que en 2019 facturó 2 millones de euros. Securitas refuerza así su liderazgo en el ámbito de la protección contra incendios. SCI Protección Incendios tiene una cartera amplia de clientes industriales y del sector hotelero en el noreste del país.
Desde el 1 de abril de 2025 la directora de tecnología Medora Miranda Valdemoro se convierte en la CEO en una apuesta clara por la reorientación del negocio de seguridad hacia productos con base tecnológica puros así como combinados con vigilancia iniciado por Zacarías en 2020. Durante el periodo de Medora, el área de tecnología ha crecido un 47%.

### Polémicas
En junio de 2025, durante la gala de los premios de Diario Público en Madrid, Vito Quiles, periodista de EDATV, se acercó a la periodista de RTVE Silvia Intxaurrondo para preguntarle sobre el sectarismo en la cadena pública. En las imágenes difundidas, se observa cómo un vigilante de seguridad —identificado como empleado de Securitas— le retira el micrófono y lo expulsa de la zona donde estaba. Además, varias personas del público intentaron arrebatarle el micrófono mientras le dirigían insultos como «fascista».

## Presencia geográfica
La compañía opera en los campos de servicios de seguridad y tecnología de seguridad. A nivel internacional, la compañía opera bajo el nombre de Securitas. Dado que este nombre ya está protegido por la ley de marcas en Suiza, allí la compañía lleva el nombre de Protectas SA.
Securitas reparte sus filiales según el país en el que se encuentra. Esta organización interna en ocasiones no corresponde con la lista real de países soberanos. Es el caso de Hong Kong, que tiene una filial propia pero es una Región Administrativa Especial de China.
| Listado de presencia mundial | Listado de presencia mundial | Listado de presencia mundial | Listado de presencia mundial | Listado de presencia mundial |
| Europa (29)                  | Asia (13)                    | América (12)                 | África (3)                   | Oceanía (1)                  |
| ---------------------------- | ---------------------------- | ---------------------------- | ---------------------------- | ---------------------------- |
| Alemania                     | Arabia Saudí                 | Argentina                    | Egipto                       | Australia                    |
| Austria                      | China                        | Canadá                       | Marruecos                    |                              |
| Bélgica                      | Corea del Sur                | Chile                        | Sudáfrica                    |                              |
| Bosnia y Herzegovina         | Emiratos Árabes              | Colombia                     |                              |                              |
| Chipre                       | Hong Kong                    | Costa Rica                   |                              |                              |
| Croacia                      | India                        | Ecuador                      |                              |                              |
| Dinamarca                    | Indonesia                    | Estados Unidos               |                              |                              |
| Eslovaquia                   | Jordania                     | México                       |                              |                              |
| Eslovenia                    | Singapur                     | Panamá                       |                              |                              |
| España                       | Sri Lanka                    | Paraguay                     |                              |                              |
| Estonia                      | Tailandia                    | Perú                         |                              |                              |
| Finlándia                    | Turquía                      | Uruguay                      |                              |                              |
| Francia                      | Vietnam                      |                              |                              |                              |
| Grecia                       |                              |                              |                              |                              |
| Países Bajos                 |                              |                              |                              |                              |
| Hungría                      |                              |                              |                              |                              |
| Irlanda                      |                              |                              |                              |                              |
| Letonia                      |                              |                              |                              |                              |
| Luxemburgo                   |                              |                              |                              |                              |
| Montenegro                   |                              |                              |                              |                              |
| Noruega                      |                              |                              |                              |                              |
| Polonia                      |                              |                              |                              |                              |
| Portugal                     |                              |                              |                              |                              |
| Reino Unido                  |                              |                              |                              |                              |
| República Checa              |                              |                              |                              |                              |
| Rumanía                      |                              |                              |                              |                              |
| Servia                       |                              |                              |                              |                              |
| Suecia                       |                              |                              |                              |                              |
| Suiza                        |                              |                              |                              |                              |

## Logo
El logotipo se compone de tres puntos rojos sobre fondo blanco⁹. Representan: Integridad, Eficacia y Servicio.
Debajo de los tres dispuestos en puntos horizontales, las letras Securitas en negro,  la fuente especialmente creada Securitas Sans (desde junio de 2008).
El 10 de marzo de 2021 presentan un nuevo logo. En esencia mantienen los tres puntos rojos sobre el texto "Securitas". La tipografía también sufre modificación usando una nueva de tipo "Sans Serif".